# أشلي بايدن
أشلي بايدن (بالإنجليزية: Ashley Biden)‏ (8 يونيو 1981 في ويلمنتجون، ديلاوير - ) ناشِطة، وسيدة أعمال من الولايات المتحدة. شغلت منصب المدير التنفيذي لمركز ديلاوير للعدالة من 2014 إلى 2019. قبل دورها الإداري في المركز، عملت في قسم ديلاوير لخدمات الأطفال والشباب وعائلاتهم. أسست شركة الأزياء ليفليهود وتعاونت مع موقع Gilt Groupe عبر الإنترنت لجمع الأموال لبرامج المجتمع التي تركز على القضاء على عدم المساواة في الدخل في الولايات المتحدة، وإطلاقها في أسبوع الموضة في نيويورك في عام 2017. أشلي بايدن هي ابنة نائب الرئيس الأمريكي السابق ورئيس الولايات المتحدة الحالي جو بايدن، والطفلة الوحيدة من زوجته الثانية جيل بايدن.

## نشأتها وأسرتها
ولدت أشلي بايدن في 8 يونيو 1981 في ويلمنجتون بولاية ديلاوير. وهي ابنة السيدة الأولى للولايات المتحدة جيل بايدن ورئيس الولايات المتحدة الحالي جو بايدن. هي الأخت غير الشقيقة لهنتر بايدن والراحل بو بايدن أبناء والدها من زواجه الأول من نيليا هانتر. بايدن هي حفيدة حفيدة إدوارد فرانسيس بلويت. هي من أصول إنجليزية وفرنسية وأيرلندية من جهة والدها ومن أصول إنجليزية واسكتلندية وصقلية من جهة والدتها.
نشأت أشلي في العقيدة الكاثوليكية وتم تعميدها في سانت جوزيف في برانديواين في جرينفيل، ديلاوير. أثناء طفولتها، عمل والدها كعضو في مجلس الشيوخ بالولايات المتحدة من ولاية ديلاوير وعملت والدتها كمعلمة.

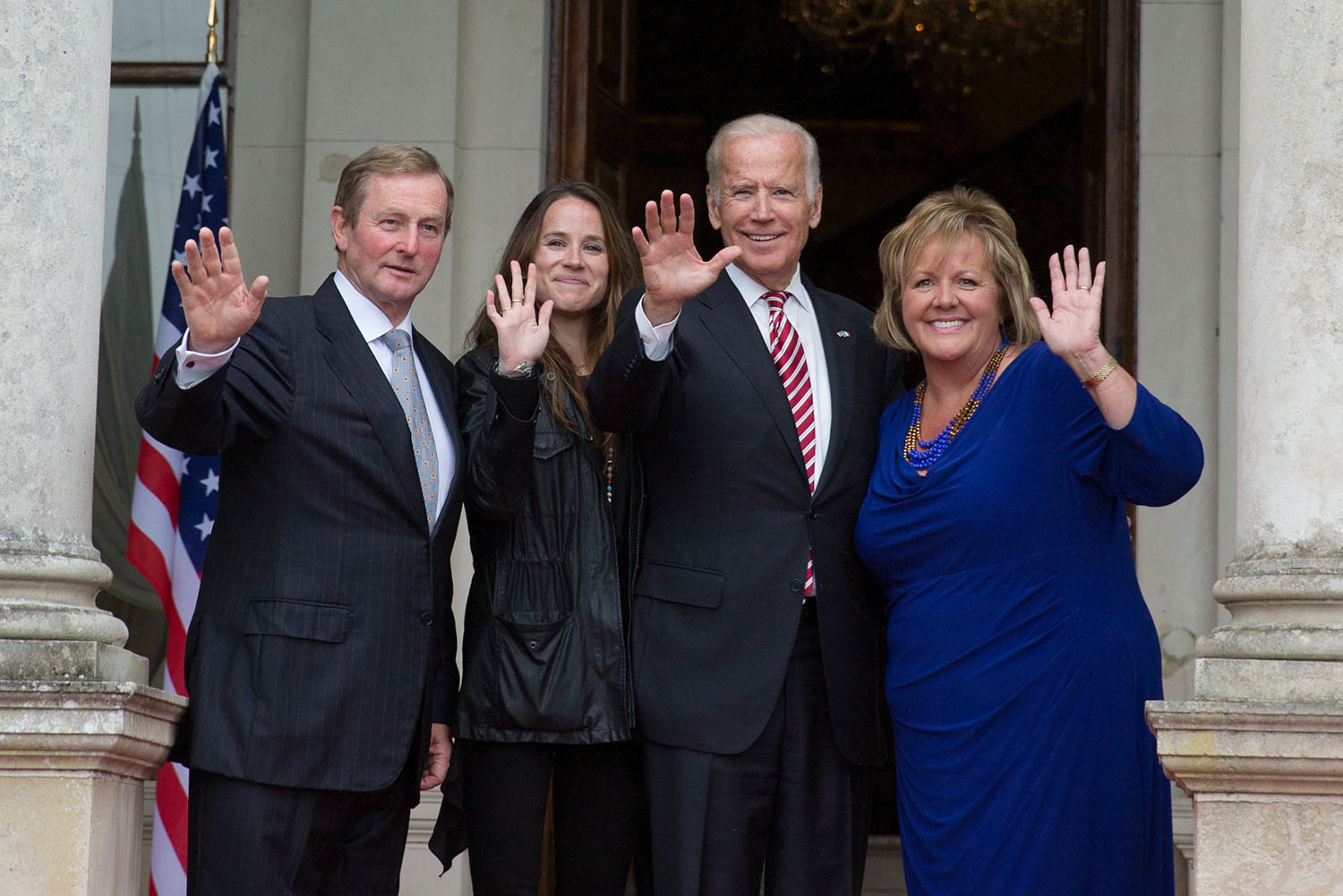
إندا كيني وبايدن وجو بايدن وفيونوالا كيني في Farmleigh في عام 2016.

التحقت أشلي بمدرسة ويلمنجتون فريندز وهي مدرسة خاصة تديرها جمعية الأصدقاء الدينية في ويلمنجتون. كانت في فريق مدرستها لاكروس والهوكي. عندما كانت بايدن في المدرسة الابتدائية اكتشفت أن شركة مستحضرات التجميل Bonne Bell اختبرت منتجاتها على الحيوانات. كتبت خطابًا إلى الشركة تطلب منهم تغيير سياستهم في اختبار الحيوانات. شاركت لاحقًا في الحفاظ على الدلافين مما ألهم والدها للعمل مع عضوة الكونغرس باربرا بوكسر لكتابة وتمرير قانون معلومات حماية المستهلك دولفين لعام 1990. مثل بايدن أمام أعضاء الكونجرس الأمريكي للضغط من أجل تمرير القانون.

## التعليم والوظيفة
درست بايدن الأنثروبولوجيا الثقافية في جامعة تولين. خلال سنتها الجامعية الأولى، عملت في أكاديمية Kingswood كمستشارة في المخيم. كما تدربت في برنامج صيفي في جامعة جورج تاون حيثُ عملت مع شباب من أناكوستيا. بعد التخرج من الكلية، عملت بايدن نادلة في مطعم بيتزا في ويلمنجتون لبضعة أشهر قبل أن تبدأ حياتها المهنية في العمل الاجتماعي. انتقلت إلى كنسينغتون في فيلادلفيا وبدأت العمل كأخصائية دعم سريري في عيادة نورث وسترن لخدمات الإنسان للأطفال لمساعدة الشباب وعائلاتهم في الوصول إلى الموارد والعمل مباشرة مع الأطباء النفسيين والمعالجين. حصلت على درجة الماجستير في العمل الاجتماعي من كلية السياسة والممارسة الاجتماعية بجامعة بنسلفانيا في عام 2010. كانت واحدة من اثني عشر خريجًا حصلوا على جائزة جون هوب فرانكلين لمكافحة العنصرية الأمريكية.